# آنتون صالحانی
آنتون صالحانی (۶ اوت ۱۸۴۷ – ۱۹۴۱) کشیش، روزنامه‌نگار، پژوهشگر ادبی و نویسنده سوری بود. 

## زندگی
«آنتون بن عبدالله صالحانی»، زادهٔ ۶ اوت ۱۸۴۷م / ۲۴ شعبان ۱۲۶۳ق در دمشق. مدیریت مسئولی و سردبیری روزنامهٔ البشیر را برعهد داشت. در غزیر (لبنان) درگذشت.

## آثار
- رنات المثالث و المثانی فی روایات الأغانی
- ظرائف و فکاهات فی أربع حکایات
- ملحق دیوان الأخطل: پیوست دیوان اخطل
- التوفیق بین السنین المسیحیة و الهجریة: تطبیق میان سال‌های میلادی و هجری.
- الطلاق عند المسحیین: طلاق نزد مسیحیان.[۱]